# 莫龙丹
莫龙丹（1989年7月17日—），女，侗族，广西河池人，中國歌手、演員、模特，畢業於大连艺术学院，2010年参加青海卫视举办的第一届《花儿朵朵》比赛获得全国总冠军，赛后签约公司正式成为艺人出道，期间参与影视剧拍摄和发行单曲。现为唱片公司美梦成真签约歌手，成为齐秦、辛晓琪、许艺娜等的师妹。

## 生平
1989年，出生于广西河池市金城江区。
2002年，初中就读于金城江区第三中学。2005年，高中考入宜州市第一中学。2008年，考入大连艺术学院流行演唱专业本科班学习。
2009年，参加广西电视台综艺频道举办的《全明星偶像》获得总决赛6强。
2010年，获得青海卫视歌唱比赛《花儿朵朵》全国总冠军，赛后签约天娱传媒。
2011年，参与影视剧、晚会、电视节目等各种演出，由于天娱传媒签约的快乐女声和快乐男声选手较多所以年底解约。
2012年，新签约乐活传媒公司，发行单曲《暂时需要》，主演的电影《C017码头》获第三届北京国际电影节“最佳女演员奖”“最具人气女演员奖”。
2013年，签约唱片公司美梦成真音乐，成为齐秦、辛晓琪、许艺娜等的师妹。同年代表代表中国唱片联合参加深圳卫视举办的《中国音超》年度决赛并获得女子组铜奖。
2014年，发行单曲《现在》和《爱在发烧》，并参加安徽卫视《我为歌狂》活动最具风格歌手奖。
2015年，担任中韩合资电影《天降大咖》女一号“米妮”。
2022年，为根据黄文秀事迹创作的电视剧《大山的女儿》演唱片头曲《留下》。

## 音乐作品

### 单曲
| 發行日期 | 歌曲名稱                 | 所屬專輯、备注                 |
| -------- | ------------------------ | ------------------------------ |
| 2010-06  | 《世界唯一仅有的一朵花》 | 2010花儿朵朵主题曲             |
| 2011-12  | 《給力青春》             | 2011湖南卫视、天娱传媒贺岁单曲 |
| 2012-04  | 《暂时需要》             | 首支单曲（未发布）             |
| 2013-11  | 《不只是情人》           | VS张睿收录在《张睿同名专辑》中 |
| 2014-02  | 《爱在发烧》             | 首支发布单曲                   |
| 2014-05  | 《现在》                 | 个人第二支单曲                 |
| 2014-07  | 《摩尔之恋》             | 电影《摩尔之恋》主题曲         |
| 2014-10  | 《滚吧》                 | 作词：李格弟，作曲：火星电台   |

### MV
- 2010年 花儿朵朵全国10强《世界唯一仅有的花》MV
- 2011年 湖南卫视2010—2011跨年演唱会主题曲《给力青春》MV
- 2012年 偶像组合 决胜团《幸福瞬间》MV女主角
- 2013年 张睿《给爱一双翅膀》MV女主角
- 2013年 张睿《不只是情人》MV女主角
- 2014年 张睿《爱情的时态》微电影MV女主角
- 2014年 电影《摩尔之恋》MV客串

## 影视作品

### 电影
| 年份 | 名稱         | 角色   | 导演   | 合作艺人             |
| ---- | ------------ | ------ | ------ | -------------------- |
| 2012 | 《C017码头》 | 于妮娜 | 孟浩军 | 李昊逾、刘遥希       |
| 2014 | 《摩尔之恋》 | 花仙子 | 童年   | 于荣光、朱晓渔       |
| 2015 | 《天降大咖》 | 米妮   | 郭彤   | 姜志燮、池允成、崔珉 |

### 电视剧
| 年份 | 名稱                     | 角色   | 导演   | 合作艺人           |
| ---- | ------------------------ | ------ | ------ | ------------------ |
| 2011 | 《青春作伴之“巴黎恋人”》 | 向警予 | 胡明钢 | 李霄云，张远，厉娜 |

## 综艺节目
受邀参加的综艺节目
| 媒体平台     | 节目名称（以播出时间为准）                 |
| ------------ | ------------------------------------------ |
| 湖南卫视     | 《湖南卫视春晚》《天天向上》《快乐大本营》 |
| 青海卫视     | 《花儿朵朵》                               |
| 中央电视台   | 《一起音乐吧》《天天把歌唱》《冠军中国》   |
| 安徽卫视     | 《我为歌狂》                               |
| 河北卫视     | 《炫动中国风》《中华好诗词》               |
| 湖北卫视     | 《我爱我的祖国》                           |
| 深圳卫视     | 《年代秀》《男左女右》                     |
| 青海卫视     | 《遥控星料理》                             |
| 云南卫视     | 《音乐现场》                               |
| 山东卫视     | 《歌声传奇》《金声玉振之电影传奇》         |
| 浙江卫视     | 《我爱记歌词》                             |
| 深圳卫视     | 《天天养生》《中国音超》《蛇年春晚》       |
| 黑龙江卫视   | 《爱笑会议室》                             |
| 旅游卫视     | 《美丽俏佳人》《音乐心旅程》               |
| 东南卫视     | 《厨类拔萃》                               |
| 江苏卫视     | 《跨年晚会》                               |
| 广西卫视     | 《走南闯北广西人》《挑战名人墙》           |
| 广西综艺频道 | 《快乐星挑战》《全明星偶像》               |
| 爱奇艺       | 《这样唱好美》                             |